# Seabury Ford
Seabury Ford, född 15 oktober 1801 i Cheshire, Connecticut, död 5 maj 1855 i Geauga County, Ohio, var en amerikansk politiker (whig). Han var den 20:e guvernören i delstaten Ohio 1849-1850.
Ford utexaminerades 1825 från Yale College. Han studerade därefter juridik och inledde 1827 sin karriär som advokat i Ohio. Han gifte sig 10 september 1828 med Harriet Cook. Paret fick fem barn.
Ford besegrade demokraten John B. Weller i guvernörsvalet i Ohio 1848. William Bebbs mandatperiod som guvernör skulle egentligen ha löpt ut i december 1848 men den förlängdes till januari 1849. Bebb efterträddes sedan av Ford. Columbus drabbades 1849 av en koleraepidemi. Ford stannade kvar i delstatens huvudstad och försökte lugna situationen. Han efterträddes i december 1850 som guvernör av Reuben Wood. Ford lämnade politiken och drabbades dessutom av ett slaganfall en kort tid efter att ha lämnat guvernörsämbetet.
Ford var kongregationalist. Hans grav finns på Welton Cemetery i Burton, Ohio.